# Kloster Scharnebeck

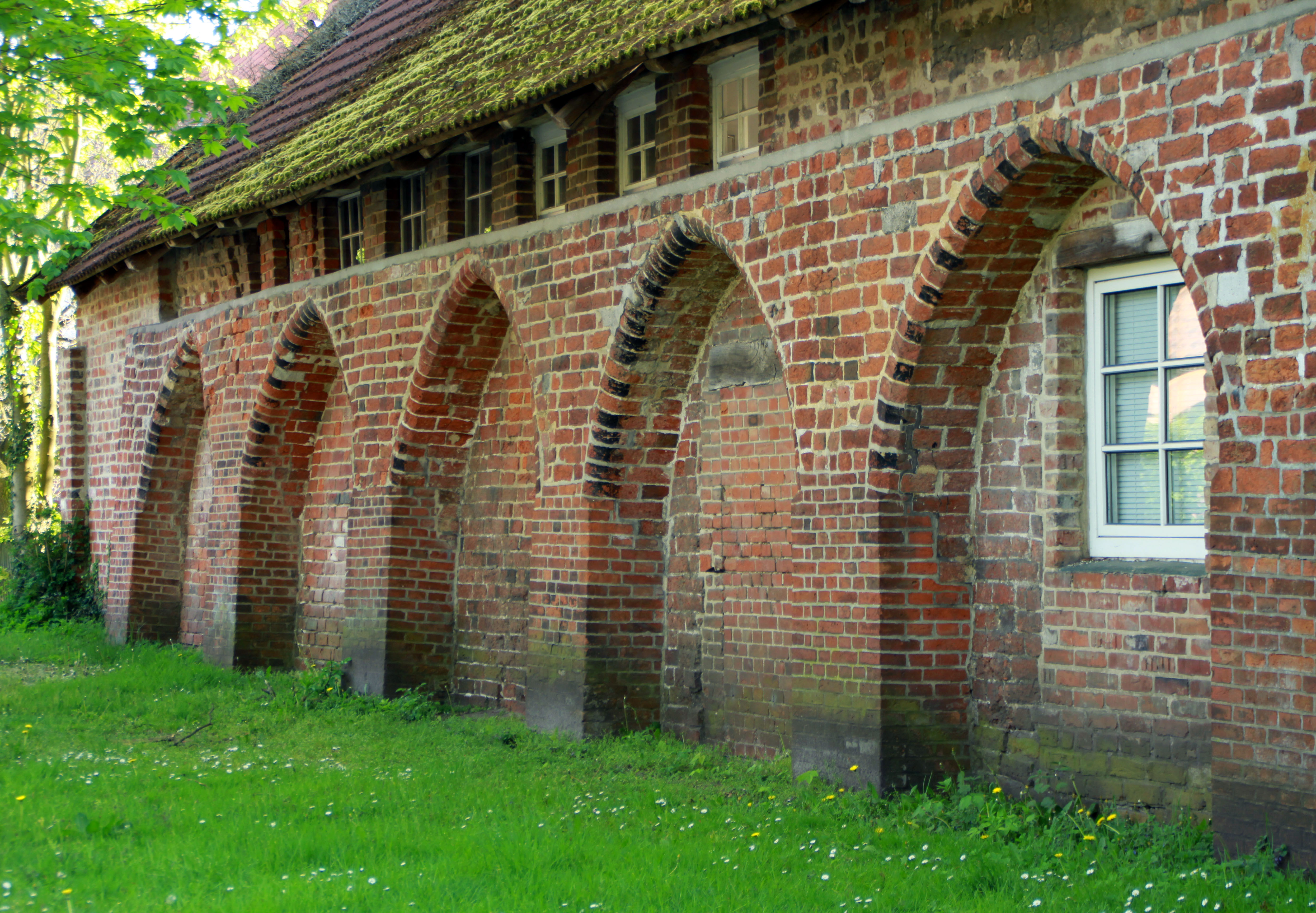
Reste des Klosterkreuzgangs

Das Kloster Scharnebeck liegt in Scharnebeck nordöstlich der Stadt Lüneburg in Niedersachsen. Das Zisterzienserkloster wurde 1243 in Steinbeck als Kloster Domus St. Mariae gegründet. 1253 siedelten die Mönche nach Scharnebeck um. Bereits 1531 wurde das Kloster durch die Reformation aufgelöst. Die später baulich stark veränderte Klosterkirche St. Marien dient seitdem als evangelische Kirche.

## Geschichte
1243 machten sich Mönche aus dem Kloster Hardehausen auf den Weg nach Steinbeck an der Luhe, um dort ein Kloster zu gründen. Die eigentliche Gründung des dortigen Klosters fällt jedoch in das Jahr 1244. Der neue Konvent wird dort vermutlich in Blockhäusern gewohnt und gebetet haben. Weil der Herzog Otto I. von Braunschweig-Lüneburg den Brüdern einen Hof in Scharnebeck bei Lüneburg und weitere Güter schenkte, siedelten sie am 19. Januar 1253 dorthin um.
Herzog Ernst der Bekenner ließ nach dem Landtag zu Scharnebeck am 18. April 1527 das Fürstentum Lüneburg reformieren und das Kloster verlor an politischer und wirtschaftlicher Bedeutung. Abt Heinrich Radbrock übertrug am 12. Juli 1529 die Verwaltung der Klostergüter an den Landesherrn. In einer feierlichen Übergabe am 23. Oktober 1531 wurde das Kloster aufgelöst. Ein Teil der Gebäude wurde zum Schloss und Amtshaus umgewidmet. Die Kirche wurde von nun an durch die evangelische Gemeinde genutzt. Die letzten Mönche wurden größtenteils Lehrer oder Küster in der näheren Umgebung. Der Prior erhielt Vermögen des Stifts in Bardowick. Der Abt zog in seinen Geburtsort Lüneburg und wurde dort der erste evangelische Stadtsuperintendent.
1712 wurde die alte Klosterkirche abgerissen. Ihre mangelnde bauliche Unterhaltung und die Auswirkungen des Dreißigjährigen Krieges hatten sie stark einsturzgefährdet werden lassen. Landesoberbaumeister Caspar Borchmann veranlasste, dass ein Teil des Chorraumes erhalten blieb. Als die Deckengewölbe bereits bis zu den Fenstern abgerissen waren, war es seine Idee, den Chor mit einer flachen Decke zu schließen und einen einfachen Kirchenraum anzubauen. Pfingsten 1724 konnte dieser Neubau unter seinem alten Namen St. Marien geweiht werden.

## Die Kirche
Noch heute sind einige Gegenstände aus der Klosterzeit in der Kirche erhalten. 
Eine Sandsteinstatue der Madonna aus dem frühen 14. Jahrhundert lässt trotz leichter Beschädigungen noch ihre hohe Qualität erkennen.
1962 wurden verschiedene Reste liturgischer Sitzmöbel neu zusammengestellt. Zu einem Dreisitz gehören zwei durchbrochen gearbeitete Seitenwangen von hervorragender Qualität, in deren Wein- und Feigenranken Tierpaare in ornamental-heraldischer Anordnung eingefügt sind. Die Zwischenwangen der aktuellen Zusammenstellung stammen, wie auch die schlichteren Wangen des heutigen Zweisitzes, wohl vom ehemaligen Chorgestühl. Zu ihm gehören ebenso die Wangen des heutigen Viersitzes. In seinen Reliefs sind David und Goliath sowie Gideon und der Engel (Ri 6,22 ) dargestellt. Die Datierung der Möbel schwankt zwischen 1330 und 1380. Beide Ensembles sind eng verwandt mit dem Dreisitz im Verdener Dom.